# 阿氏穗肩䲁
阿氏穗肩䲁（學名：Cirripectes alleni），又稱阿氏項鬚䲁，為輻鰭魚綱鳚形目䲁科穗肩䲁屬的一種，分布於東印度洋澳洲西北部海域，深度1至15公尺，本魚體呈長橢圓形且側扁，全身無鱗片，背部呈淺灰色，從眼睛沿側面到中部尾鰭條有一條寬闊的深褐色條紋，腹部呈淺色，眼睛上方有一塊淺色斑塊，虹膜內環為金色，外環為紅色，背鰭硬棘11-13枚、背鰭軟條14-15枚、臀鰭硬棘2枚、臀鰭軟條15-16枚，體長可達6.5公分，成魚棲息在珊瑚礁及岩礁區，通常躲在洞穴，一旦遇危險時以倒游方式躲入小洞穴中，僅露出頭部注視敵人，具領域性，幼魚為浮游性，雌魚產附著性卵，雄魚有護卵行為。